# 平間重助
平間 重助（ひらま じゅうすけ、文政7年（1824年） - 没年不詳）は、江戸時代後期の浪士。新選組の前身壬生浪士組の副長助勤および勘定役を務めていた。

## 来歴
永倉新八の著した回顧録である『新選組顛末記』所収の「同志連名記」によれば、「水戸脱藩」とされている。芹沢鴨の前名とする説のある下村嗣次に剣術を学び、神道無念流目録を得る。その後、文久3年（1863年）2月、同じ水戸出身の芹沢を筆頭として新見錦、平山五郎、野口健司と共に上洛、浪士組に参加する。
入洛直後、芹沢や近藤勇ら13人が残留し、京都守護職の会津藩預りの壬生浪士を結成する。筆頭局長に芹沢、局長に近藤と新見、平間は副長助勤を、そして平間は更に勘定役をつとめた。組内は芹沢率いる水戸派と近藤率いる試衛館派に大別され、平間は水戸派に属した。平間は算用に通じていたのか、勘定方を務めている。
9月16日（18日説あり）、新選組は土方歳三の案島原の角屋で芸妓総揚の宴会を開く。芹沢や平山、平間は屯所である八木家へ早めに戻り、「浪士文久報国記事」によれば午後六時頃だったと記録されている。芹沢と平山は泥酔していたが、平間は平素からあまり酒を飲まず、さほど酔ってはいなかった。八木家には芹沢の愛妾のお梅、平山の馴染みの芸妓桔梗屋吉栄、平間の馴染みの輪違屋糸里が待っており、芹沢と平山は奥の十畳間で女と同衾し、平間は襲撃場所から最も遠かった玄関口の左手の部屋で糸里と就寝した。
同日未明、複数の刺客による夜襲によって芹沢と平山らは惨殺される。惨殺後、騒ぎを聞きつけた平間が大声を上げながら屋内を駆け回る様を、八木家の親子によって目撃されている。一説によれば、刺客は試衛館派の土方歳三、山南敬助、沖田総司、原田左之助とする説がある。近藤と土方が駆けつけた際、平間はすでに逐電していた。布団の上から刺されたが平間は死んだふりをして難を逃れ糸里も存命した、二太刀を浴びせられながら死んだふりをして逃走した、などの説がある。同じく副長助勤の野口は同年12月に切腹しており、近藤と共に局長を務めていた新見は、八木邸の襲撃に先んじて局中法度を破った廉で切腹させられている（切腹までには至らず、脱隊後の預け先で不祥事により切腹したという説もある）ため、芹沢の同志の中では唯一の生き残りとなった。

## 逃走後
八木邸逃走後は一切の消息を絶ったため、郷里には戻らなかったと推測されている。
各地を流浪した末に岩手県で養蚕教師となり、諏訪部重助と名前を変え、明治23年（1890年）まで存命したという説がある。
茨城県行方市が出身地という説があるものの、史料からは確定されていない。同地の戸籍に前戸主として残るのは「平間十助」という名前のみであり、年齢や実父の名前もわからず、本当に同地の出身かどうか、あるいは同一人物かを疑問視する見解が存在している。